# Dopravní průzkum

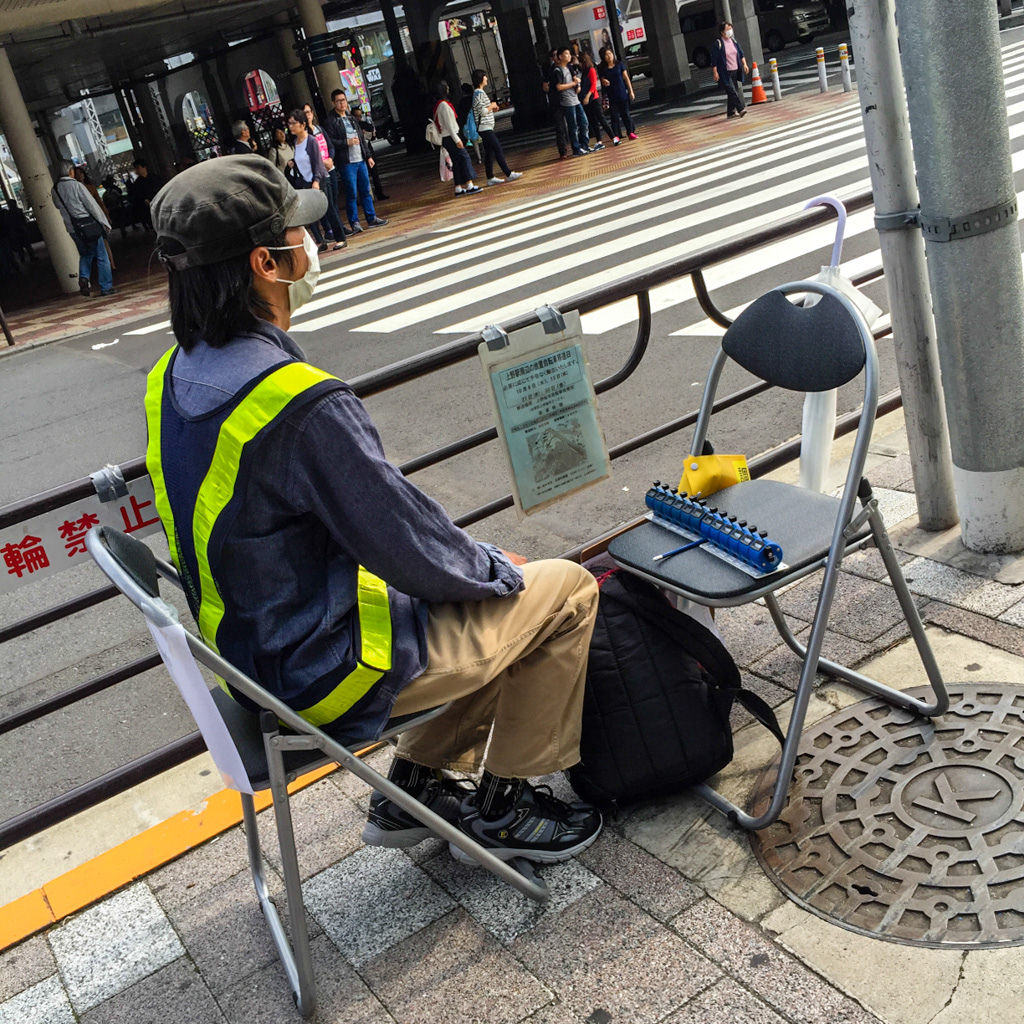
Sčítač dopravy v Tokiu v Japonsku, říjen 2015

Dopravní průzkum je souhrn činností, kterými jsou zjišťovány informace o dopravě. Dopravní průzkumy jsou považovány za nutný podklad pro kvalitní rozhodování a řízení. Průzkumy mohou být zaměřeny například na efektivitu či kapacity dopravního systému, mohou být podkladem pro jeho optimalizaci, modernizaci nebo rozvoj, bezpečnost, tarifní politiku atd. Průzkumy mohou být lokální (např. zaměřené na konkrétní zdroj či cíl cest, křižovatku nebo komunikaci) nebo pokrývat větší územní celek (obec, město, kraj, stát, celý svět).

## Typy průzkumů

Výstražná dopravní značka na Novém Zélandu upozorňující na dopravní průzkum

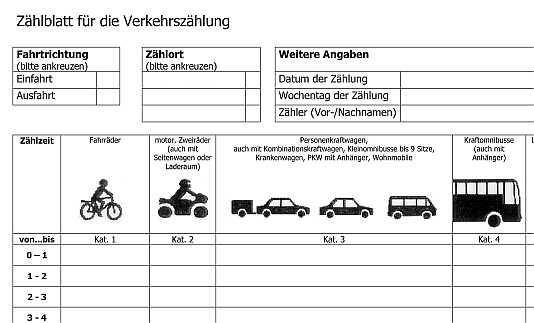
Sčítací formulář pro ruční sčítání (v němčině)

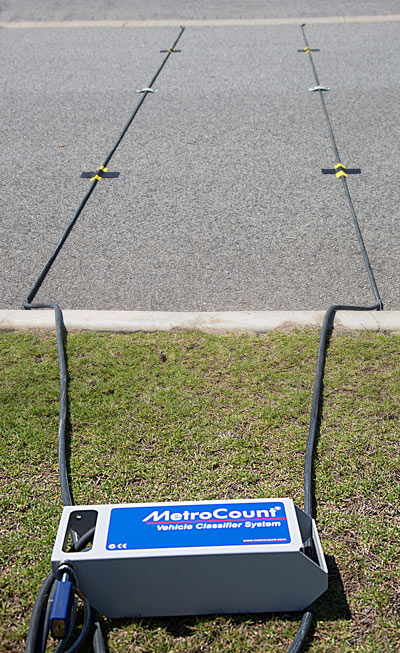
Přenosný pneumatický sčítač vozidel

Průzkumy mohou být zaměřeny na různé druhy dopravy, například silniční, železniční, leteckou, vodní, speciální nebo více druhů současně, podle přepravovaného substrátu na dopravu osobní nebo dopravu nákladní. V silniční dopravě pak může být průzkum specializovaně zaměřen například na nákladní dopravu, individuální automobilovou dopravu, hromadnou osobní dopravu, cyklistickou dopravu nebo pěší dopravu. Průzkum může být zaměřen na dopravní vztahy (relace), nebo na kapacitu a vytíženost konkrétních dopravních cest, nebo na rychlost přepravy či rychlost jízdy či zdržení, na obsazenost (vytíženost) dopravních prostředků nebo na parkování a odstavování dopravních prostředků, nebo například na tarifní politiku a jiné motivační faktory. Podle účelu a pravidelnosti může být průzkum buď obecný (generální), nebo ověřovací, nebo účelový.
Metodou průzkumů může být buď pozorování (či vyhodnocování záznamů), automatický sběr dat pomocí detektorů, nebo různé formy anket (ústních i písemných).
Mezi základní typy dopravních průzkumů v silniční a městské dopravě patří:
- průzkum intenzity dopravních proudů
  - profilový
  - křižovatkový – zvlášť pro každou směrovou relaci v křižovatce (tzv. křižovatkový pohyb)
- směrový průzkum – zjišťují se zdroje, cíle a směry dopravních proudů, např. formou anket, sčítacích lístků nebo sledováním podle registračních značek
- průzkum složení dopravních proudů – sledují se počty (podíl) různých druhů vozidel v dopravním proudu
- průzkum dynamických vlastností dopravního proudu (např. vstupní doba u řízené křižovatky, rychlost dopravního proudu, dynamické charakteristiky dopravních proudů a vozidel za různých podmínek)
- průzkum parkování – sčítání parkujících, sledování doby a účelu parkování aj.
- zvláštní průzkumy – sledují se parametry v ostatních průzkumech nesledované
- průzkumy pěších (směrové, profilové aj.)

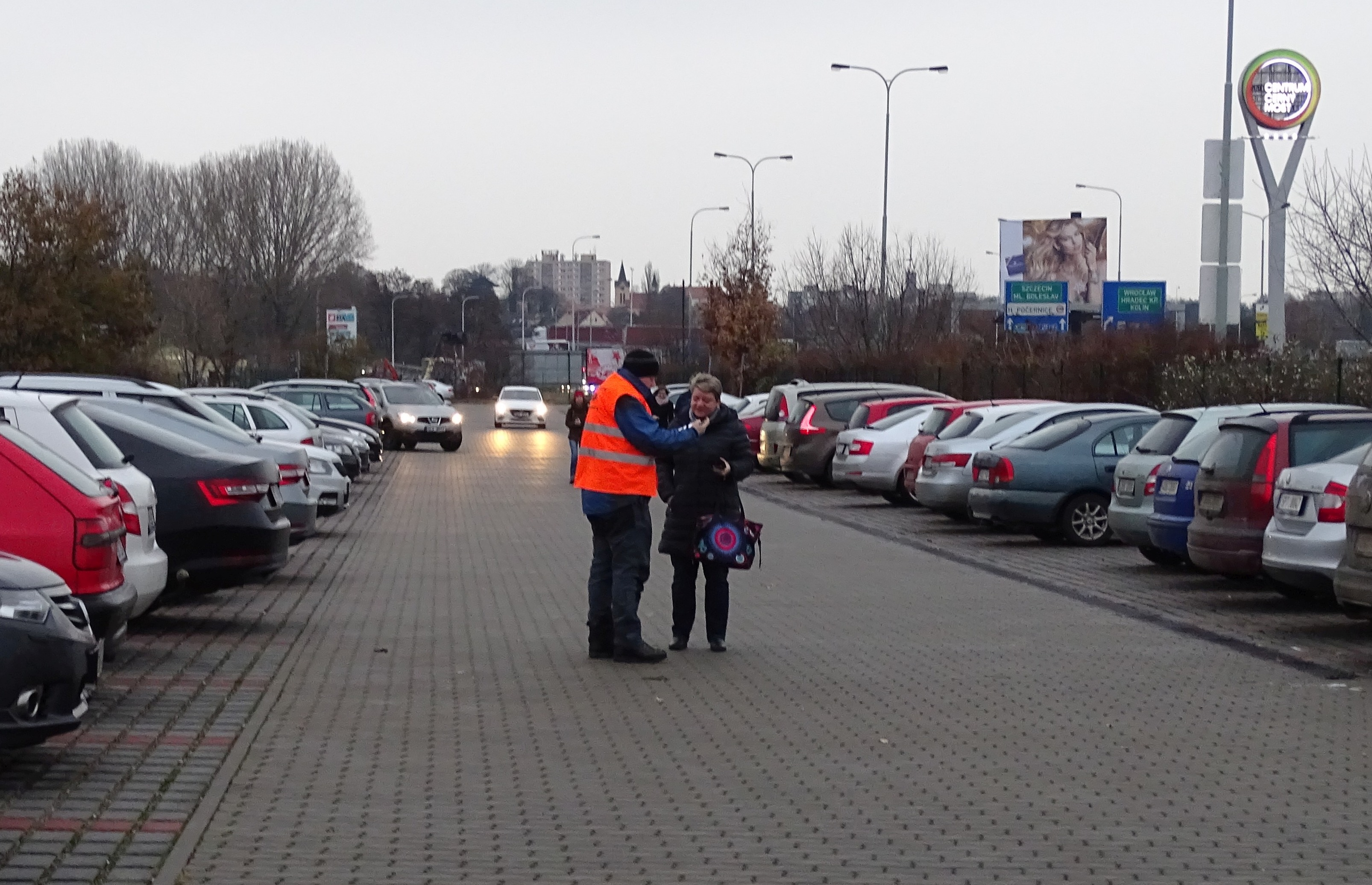
Anketní průzkum na parkovišti P+R Černý Most II v Praze

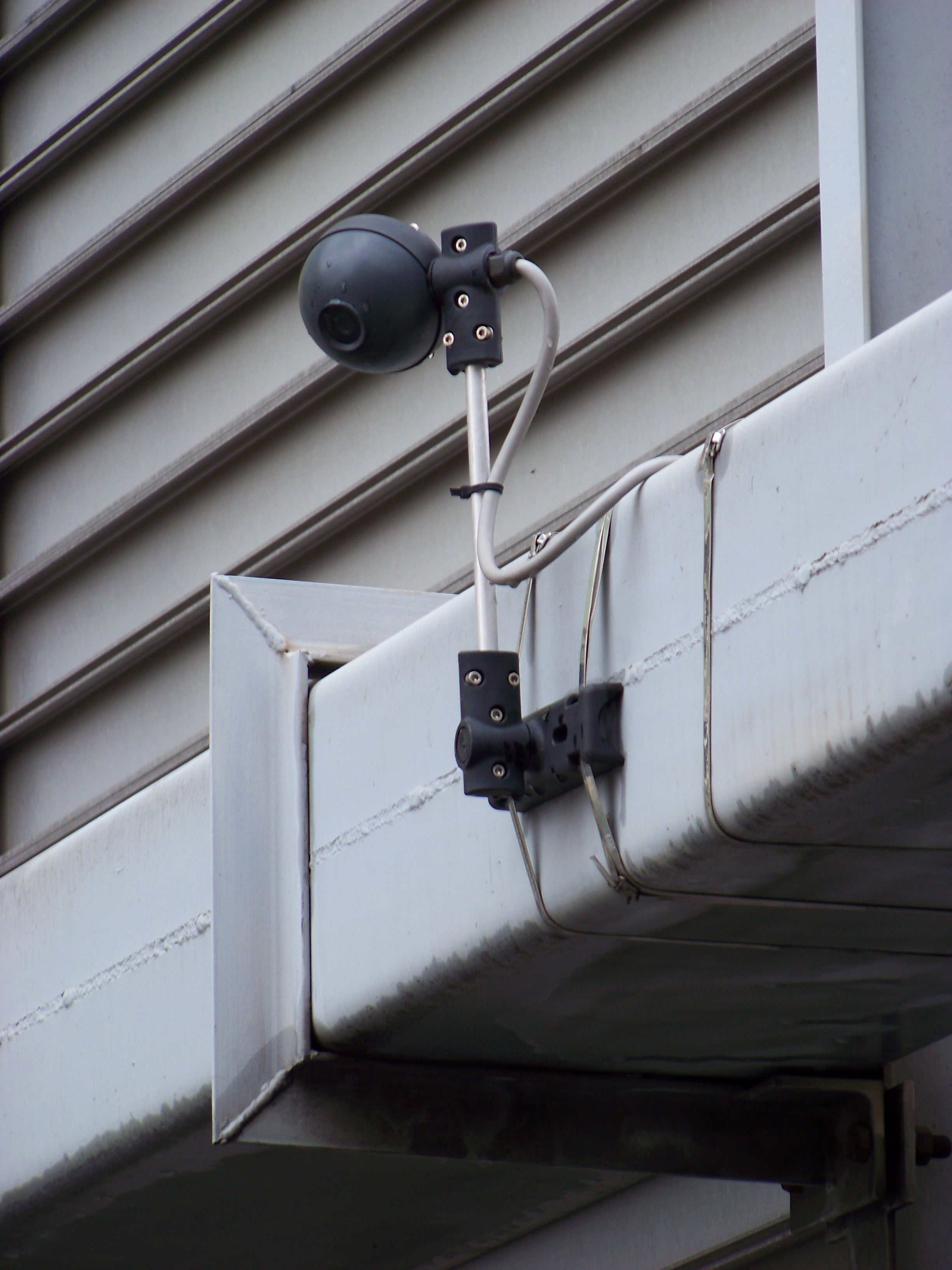
Trvale umístěný kamerový sčítač vozidel na vjezdu do Letenského tunelu v Praze

Některé typy průzkumů jsou standardizované, v České republice například v technických podmínkách TP 189 Stanovení intenzit dopravy na pozemních komunikacích. Při výpočtech kapacit pozemních komunikací lze použít přepočet reálných vozidel na tzv. jednotková vozidla, přičemž jednotkové vozidlo odpovídá průměrnému osobnímu automobilu a ostatní typy vozidel se přepočítávají pomocí koeficientů, například jednostopé vozidlo 0,8 j. v., autobus nebo nákladní automobil 2,0 j. v., článkový autobus 3,0 j. v. Technické podmínky definují, co je běžný pracovní den, běžný pátek, běžná neděle nebo běžný týden. Intenzita dopravy se udává jako počet vozidel nebo jednotkových vozidel nebo chodců za časové období, zpravidla za hodinu nebo za 24 hodin. Variace intenzit dopravy zachycuje průběh intenzity dopravy v čase.
Výsledky dopravních průzkumů mohou být prezentovány buď v tabulkách, nebo v diagramech, například pentlový diagram nebo kartogram.
V hromadné osobní dopravě bývá sledována jak obsazenost/vytíženost vozidel, tak obrat cestujících v jednotlivých zastávkách, tak směrové vazby mezi zdroji a cíli cest.
Některé typy průzkumů mohou být zaměřeny na sledování a vyhodnocování nebezpečných či konfliktních situací, podobný účel má sledování a vyhodnocování dopravní nehodovosti.